# Bálint Tóth
Pour les articles homonymes, voir Tóth.
Bálint Tóth  est un mathématicien hongrois né le 23 octobre 1955 à Cluj-Napoca. Ses travaux portent sur la théorie des probabilités, les processus stochastiques et les aspects probabilistes de la physique mathématique.

## Carrière
Bálint Tóth obtient son doctorat en 1988 à l'Académie hongroise des sciences. Il travaille ensuite comme chercheur principal à l'Institut de recherches mathématiques Alfréd-Rényi de la Académie hongroise des sciences et comme professeur de mathématiques à l'Université polytechnique et économique de Budapest. Il est également titulaire de la chaire de probabilités à l'Université de Bristol et est professeur chercheur à l'Institut de recherches mathématiques Alfréd-Rényi de Budapest.

## Travaux
Bálint Tόth travaille sur les modèles microscopiques du mouvement brownien, les systèmes de spin quantique, les théorèmes limites en probabilités pour le marches aléatoires à mémoire longue et sur  les processus stochastiques non conventionnels et les limites hydrodynamiques. En particulier, Tόth a contribué à la théorie des mouvements « auto-interagissants », ou « auto-répulsifs ». En collaboration avec Wendelin Werner il a construit un objet géométrique aléatoire appelé plus tard la « toile brownienne ».

## Distinctions
Tóth est conférencier invité du Congrès international des mathématiciens ICM-2018 (Rio de Janeiro) et au Congrès européen de mathématiques ECM-2000 (Barcelone). Il a également été conférencier plénier lors de trois conférences sur les processus stochastiques et leurs applications, à savoir  SPA-2005 (Santa Barbara) SPA-2014 (Buenos Aires) et conférencier IMS Medallion à SPA-2022 (Wuhan).
Tóth est membre de l'Academia Europaea depuis 2016 et membre correspondant de l'Académie hongroise des sciences.
Il est professeur invité à l'École normale supérieure (Paris), à l'Institut Henri Poincaré et à l'Université de Marseille, et chercheur invité à l'Institut national de mathématiques pures et appliquées à Rio, à l'Institut Mittag-Leffler, à l'Institut Landau de l'Université Lomonossov (1985), au Centrum voor Wiskunde en Informatica à Amsterdam et au centre de recherche BIBOS à Bielefeld.
En 2010, il reçoit la médaille Tibor-Szele de la société hongroise de mathématiques (société Janos Bolyai) et, en 2009, la croix de chevalier de la République de Hongrie, croix qu'il rend en août 2016 pour protester contre le fait que le publiciste nationaliste et raciste Zsolt Bayer l'ait reçu la croix de chevalier des mains de Viktor Orbán. En 1994, il reçoit le prix Paul-Erdős et en 2003 le prix de l'Académie hongroise.

## Activité comme éditeur
De 2009 à 2011, Tóth est rédacteur en chef des revues Electronic Journal of Probability (2009-2011) et de 2016 à 2018 de Annals of Applied Probability. Il est depuis 2022 co-rédacteur en chef (conjointement avec Fabio Toninelli) de Probability Theory and Related Fields.